# 乔伊·巴顿
乔伊·巴顿（英語：Joseph "Joey" Anthony Barton，簡稱Joey Barton，1982年9月2日—），英格蘭足球運動員，司職中場，出身曼城青訓系統，其後轉投纽卡斯尔联。

## 球會

### 曼城

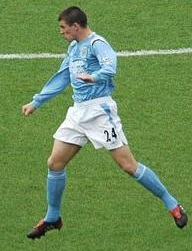
效力曼城時期的祖爾·巴頓

祖爾·巴頓的父親是一名蓋屋頂工人，亦是效力諾斯維奇維多利亞（Northwich Victoria）的半職業球員，祖爾·巴頓參加愛華頓的青訓系統，但在14歲時遭放棄。在投考諾定咸森林因體型細小而被拒，最終獲曼城賞識，提供學徒合約（Youth Training Scheme），先後為曼城的U-17、U-19及預備隊作賽。
祖爾·巴頓獲提升到由奇雲·基瑾任教的一隊，他當時擔任防守中場，在2003年4月5日首次替曼城一隊上陣，出戰保頓，表現不錯，4月18日對熱刺時取得首個入球，更在對米杜士堡一役成為最佳球員，獲曼城提供一年合約。2003年9月祖爾·巴頓續約兩年。之後一直也是擔任曼城的正選中場，他防守的能力非常好，而進攻的能力也不俗，常能為球隊取得入球。2004年5月利物浦表示對土生土長的祖爾·巴頓有興趣，但祖爾·巴頓表示願意留隊，於9月續約三年。同年10月因膝傷動手術而需缺陣6星期。2006年初在談判續約條件時，祖爾·巴頓提出轉會要求被拒，曼城同時拒絕米杜士堡的450萬英鎊提價。7月25日祖爾·巴頓終續約四年。

### 紐卡素
最終因為一連串的紀律問題，所以被曼城放棄，在2007年夏天轉往紐卡素，轉會費為580萬英鎊，簽約五年。7月23日在操練受傷，左腳第五蹠骨骨裂，需接受手術而缺陣6星期。
2008年7月29日，在祖爾·巴頓因襲擊及鬧事罪出獄後，紐卡素願意留用。10月25日於停賽6場後在作客新特蘭的「泰恩-威爾打吡」（Tyne Wear Derby）復出，下半場85分鐘後補入替，每次觸球也被主場球隊喝倒采，祖爾·巴頓在熱身時據報被敵對球迷用火箭襲擊。10月28日主場對西布朗正選上陣，於10分鐘射入十二碼協助球隊以2-1擊敗對手並使紐卡素脫離榜尾降級區域。11月15日主場2-2賽和維根，在上半場僅17分鐘即因的硬朗攔截而傷出，賽後證實膝蓋韌帶受創而需缺陣兩個月。

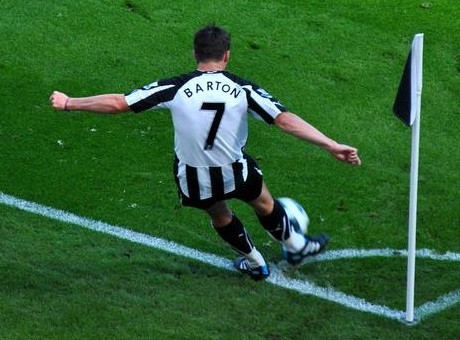
效力紐卡素時穿上7號球衣

2009年5月3日作客0-3負於利物浦，是祖爾·巴頓傷愈後首次正選出賽，下半場77分鐘祖爾·巴頓在右路角球旗附近雙腳飛剷沙比·阿朗素，球證直接出示紅牌將他驅逐離場，賽後領隊舒利亞大表不滿並稱其行為愚蠢。據報賽後祖爾·巴頓與舒利亞發生爭執，5月5日紐卡素發表聲明：「祖爾·巴頓已被停止參賽直至另行通告。球會現時不作評論」。
2009年7月9日祖爾·巴頓獲准在週六舉行對的季前熱身賽歸隊。8月8日在紐卡素降班英冠首場比賽作客對西布朗下半場獲派後補上陣，一星期後主場3-0擊敗雷丁更重獲正選席位。10月1日因傷缺席3場比賽後，祖爾·巴頓受傷的右腳進行探查手術，需要長期養傷。在受傷前，本季由於及佔據中場中的席位，祖爾·巴頓移任右翼，他於2010年3月23日傷愈復出，於作客對唐卡士打下半場後補入替，並出席球季餘下的所有賽事，於4月3日作客3-2擊敗彼德堡時射入一記自由球，是他自2008年10月以來的首個入球。而紐卡素最終亦順利贏得聯賽冠軍而取得升班資格。
2010/11年球季紐卡素重返英超，祖爾·巴頓在唇上留了小鬍子，並稱在球隊取得首勝前不會剃掉，揭幕戰作客對曼聯雖然以0-3敗陣而回，但次場回到主場卻淨勝到訪的阿士東維拉6-0，而祖爾·巴頓更為紐卡素先拔頭籌兼取得回歸英超後首球。他整季表現出色，射入4球並交出9個助攻，協助球隊取得第12位及保留英超席位。但於2010年11月10日主場1-2不敵布力般流浪，賽事中祖爾·巴頓拳擊，但球證米高·鍾斯（Michael "Mike" Jones）沒有看到事發經過而當場沒有被罰，賽後球證審查錄影片段，以粗暴行為遭英格蘭足球總會判處停賽3場，祖爾·巴頓認罪並向莫滕·佩德森致歉；12月11日紐卡素主場3-1擊敗利物浦，祖爾·巴頓被指稱為同性戀者並向對方作出淫穢手勢。2011年2月5日主場對阿仙奴進行驚天大逆轉，半場落後0-4追平4-4完場，祖爾·巴頓射入兩個十二碼，而其中他惹怒，導致對方被罰紅牌離場正是賽事的轉捩點。
2011年4月，尚餘一年合約的祖爾·巴頓在法國雜誌「So Foot」表示自己是英格蘭最佳中場球員，如紐卡素不能證實有爭標的野心，他將不會在新約上簽字。5月25日他與紐卡素談判續約破裂，並在Twitter上留言表示自己雖然願意留隊，但紐卡素卻沒有提供新約。續約談判拖拖拉拉，直到8月1日祖爾·巴頓再在Twitter上留言表示將於下午4時宣佈他的未來動向，但紐卡素先發制人，首先發出公告表示祖爾·巴頓可免費轉會離隊，他遲了55分鐘才在Twitter上留言批評紐卡素董事會，表示以穿上黑白間條球衣為榮，並多謝「喜鵲」球迷一直的支持，而阿仙奴、熱刺及史篤城隨即表示有意羅致。但他仍有為球隊上陣多兩場聯賽，包括揭幕戰0-0賽和阿仙奴，賽事中他認為對方新將故意「插水」博取十二碼，強行拉起對方引發混戰，後者因巴掌他而遭紅牌驅逐離場，而他自己亦吃了一面黃牌。結果乔伊·巴顿被免費掛牌轉會。

### 昆士柏流浪
2011年8月26日祖爾·巴頓終免費轉投剛易主的英超新軍昆士柏流浪，簽約四年。

## 國家隊
2003年9月5日獲召首次代表英格蘭U-21，在歐洲U-21足球錦標賽外圍賽出戰馬其頓U-21，雙方1-1平手；四日後對葡萄牙U-21爭奪出線席位，祖爾·巴頓射入一球將比數扳平1-1，取得唯一的國際賽入球，但最後一個涉嫌用手拍入的入球有效，作客的葡萄牙U-21以2-1獲勝，兼將英格蘭U-21淘汰出局。
祖爾·巴頓於2007年2月2日首次獲選加入大國腳，2月7日代表英格蘭足球代表隊在奧脫福球場友賽西班牙，下半場78分鐘入替林柏特，是唯一一次的大國腳出陣。

## 紀律問題
祖爾·巴頓自小在默西賽德郡的諾斯利（Knowsley）市區海頓（Huyton）成長，是四兄弟的長兄，父母在他14歲時離異，祖爾·巴頓隨父親及祖母居住，成功抗拒當地的毒品文化。
祖爾·巴頓的紀律問題一直讓人擔心及關注，2004年7月在對的季前熱身賽引發10人大爭執；同年12月他在聖誕派對將雪茄煙插向一個曼城的學徒球員杰米·坦迪（Jamie Tandy）的眼睛，因而被曼城罰扣6週薪金及考慮放棄；杰米·坦迪於2008年8月15日民事控訴祖爾·巴頓損害其事業。
2005年5月4日在利物浦市中心駕車意外撞傷一名正在祝捷的利物浦球迷；同年7月，他代表曼城參加在泰國舉行的季前熱身賽時，襲擊一名愛華頓球迷，先被遺返，再被球隊罰款12萬英鎊。7月29日祖爾·巴頓17歲的弟弟米高·巴頓（Michael Barton）與表兄保羅·泰萊（Paul Taylor）在海頓以冰斧斫殺黑人少年安東尼·獲加（Anthony Walker），同年11月30日被判罪名成立，分別入獄17年及23年。2007年11月6日對富咸時領得6場比賽中的第5面黃牌，自動停賽一場。
2006年9月30日作客愛華頓時，向對方球迷露出臀部，雖然警方沒有跟進，仍遭英格蘭足總指控行為不檢，判罰2,000英鎊，但不用停賽。
2007年2月10日作客1-2負於樸茨茅夫，完半場前祖爾·巴頓踏傷為主隊首開紀錄的（Pedro Mendes）的腳跟，文迪斯因傷離場，而祖爾·巴頓僅被罰黃牌，下半場主場球迷不斷向祖爾·巴頓喝倒事采，有指祖爾·巴頓向球迷作不文手勢，賽後英格蘭足球總會亦決定不追究。3月13日警方證實祖爾·巴頓在利物浦與一名的士司機發爭執，涉嫌襲擊及毀壞被捕，最終於2008年5月30日獲判無罪。同年5月1日在卡靈頓（Carrington）的訓練場上襲擊隊友達保（Ousmane Dabo），導致後者臉部多處受傷，曼城禁止祖爾·巴頓在球季餘下的比賽上陣。5月16日警方拘捕祖爾·巴頓。7月11日警方再次拘捕祖爾·巴頓。8月2日被正式撿控傷人罪。8月9日祖爾·巴頓否認控罪。由於方便證人作供，審訊延期到球季結束後重開，期間前隊友（Sylvain Distin）因渡假缺席而被法庭判罰2,000英鎊，2008年6月30日，祖爾·巴頓承認控罪，被判入獄4個月，緩刑兩年。英格蘭足總於2008年7月31日重提舊事，控訴祖爾·巴頓的暴力行為，8月13日祖爾·巴頓承認指控，在2008年9月5日足總聆訊前祖爾·巴頓不會代表紐卡素上陣。9月5日，經過3小時聆訊，剛離任的紐卡素領隊凯文·基冈以傳真支持祖爾·巴頓，足總判罰停賽12場，6場即時執行而餘下6場暫緩，及罰款25,000英鎊。
2007年12月27日祖爾·巴頓再涉及另一宗傷人案而被捕，2008年1月3日才獲准保釋。3月12日祖爾·巴頓上庭應訊，被控襲擊及鬧事，同案還有其弟安德魯（Andrew Barton）及表妹娜丁·威爾遜（Nadine Wilson），同獲准保釋直到4月23日再上庭。案情指祖爾·巴頓與家人於2007年晚上到利物浦市中心慶祝，期間祖爾·巴頓喝了大量淡啤酒（lager），其後一行人到教堂街（Church Street）的麦当劳，與一班青年發生爭執後離開，途中再與其他人口角，這時祖爾·巴頓被閉路電視拍到將一名不辨身份男人推倒地上，先拳打對方4至5次，他的表妹向受害人拋擲食物，祖爾·巴頓再以拳打他15次；稍後祖爾·巴頓再襲擊一名16歲少年，導致對方牙齒脫落。祖爾·巴頓表示極為後悔及承認受酒精影響，雖然紐卡素領隊凯文·基冈出庭擔任品格證人，但仍於2008年5月20日被判入獄6個月，賠償牙齒脫落的少年2,500英鎊，同案的安德魯及娜丁分別被判入獄4個月及6個月，但獲緩刑兩年。7月28日，在服刑74日後獲釋出獄。
2009年季初有傳祖爾·巴頓在操練時與阿根廷隊友及發生爭執，其後更與看守領隊基斯·曉頓（Chris Hughton）爭吵。
2011年夏季紐卡素前赴美國進行季前熱身賽，但美國领事馆拒絕發給祖爾·巴頓簽證，他只能跟隨預備隊到荷蘭集訓。
2012年英超煞科戰在與曼城一戰中因在球隊上蓄意傷人，所以他需要罰款7萬5千英鎊及受到12場禁賽令的處分。

## 外部連結
- 足球数据库：乔伊·巴顿的球员统计数据
- 紐卡素球員簡介 at nufc.co.uk
- 英足總球員簡介
- A timeline of Joey Barton's troubled career （页面存档备份，存于），guardian.co.uk